# Eulophia fridericii
Eulophia fridericii är en orkidéart som först beskrevs av Heinrich Gustav Reichenbach, och fick sitt nu gällande namn av Anthony Vincent Hall. Eulophia fridericii ingår i släktet Eulophia och familjen orkidéer. Inga underarter finns listade i Catalogue of Life.